# Jovica Simovski
Jovica Simovski est un joueur macédonien de volley-ball né le 17 novembre 1982. Il mesure 1,96 m et joue attaquant.
Il compense un gabarit assez modeste pour un joueur de ce poste par une très grande précision et puissance en attaque ainsi qu'un excellent service. Arrivé dans le championnat de France sans être réellement connu, il se révèle en ligue A avec l'Arago de Sète en atteignant deux saisons de suite les demi-finales de la compétition. Joueur doté d'un tempérament de gagneur, il rejoint les rangs du Tourcoing LM lors de la saison 2011/2012.

## Clubs
| Club             | De        | À         |
| ---------------- | --------- | --------- |
| Jugohrom Skopje  | 2000-2001 | 2000-2001 |
| Lirija Zerovjane | 2002-2003 | 2002-2003 |
| VC Averbode      | 2005-2006 | 2008-2009 |
| Arago de Sète    | 2009-2010 | 2010-2011 |
| Tourcoing LMVB   | 2011-2012 | 2011-2012 |
| GFC Ajaccio      | 2012-2013 | 2016-2017 |

## Palmarès
- Néant.